# Soleil Royal (1669)
La Soleil Royal era la nave ammiraglia della flotta del re Luigi XIV di Francia detto anche "Re Sole". Il nome della nave derivò dall'appellativo dato al sovrano, e fu il primo vascello costruito, dei tre che ebbero lo stesso nome, ed il più conosciuto e più ricco di particolari e fregi.

## Storia
Venne costruita nel periodo 1668 - 1670 a Brest dal maestro carpentiere Laurent Hubac. In un primo tempo, nominata Grand-Henry (in memoria di Enrico IV), quindi Royal-Soleil fu infine battezzata Soleil Royal (in onore di Luigi XIV, il « Re Sole »). La nave venne varata il 13 dicembre 1669. Era lunga 61 metri e larga 13,08 con un pescaggio massimo di 7,64 metri. Il suo primo armamento era costituito da 98 cannoni disposti su tre ponti, rispettivamente da 36 libbre sul ponte di batteria, da 18 sul ponte inferiore, da 12 libbre sul ponte superiore, e da 8 e 4 libbre sui castelli di prua e poppa). Era un vascello di primo rango, dotato, come il Royal-Louis (costruito a Tolone), di un ponte superiore. Soltanto queste due navi disponevano al tempo di questa caratteristica costruttiva, su preciso ordine di Luigi XIV. Queste navi ammiraglie avevano un altro segno distintivo costituito da tre luci in cima al castello di poppa ed una sull'albero di mezzana. Un'altra caratteristica distintiva di queste navi, era costituita dal fatto che tutte le armi a bordo erano in bronzo invece che in ghisa.
Con le sue 1680 tonnellate, i suoi 104 cannoni e lo scafo nero, bianco e blu decorato con fasciame dorato, era una bellissima nave. Coysevox aveva realizzato nello scafo diverse sculture in rovere, sia a poppa che a prua dove era presente una sirena che tiene in mano un globo. Gli ornamenti posteriori furono scolpiti da Puget. Questa magnificenza in una nave da guerra potrebbe sorprendere, tuttavia nulla era lasciato al caso. La nave, con la sua combinazione di armi e la ricchezza della sua decorazione, doveva illustrare la potenza di Luigi XIV, il "Re Sole", allora in piena gloria.

## Partecipazione a due guerre

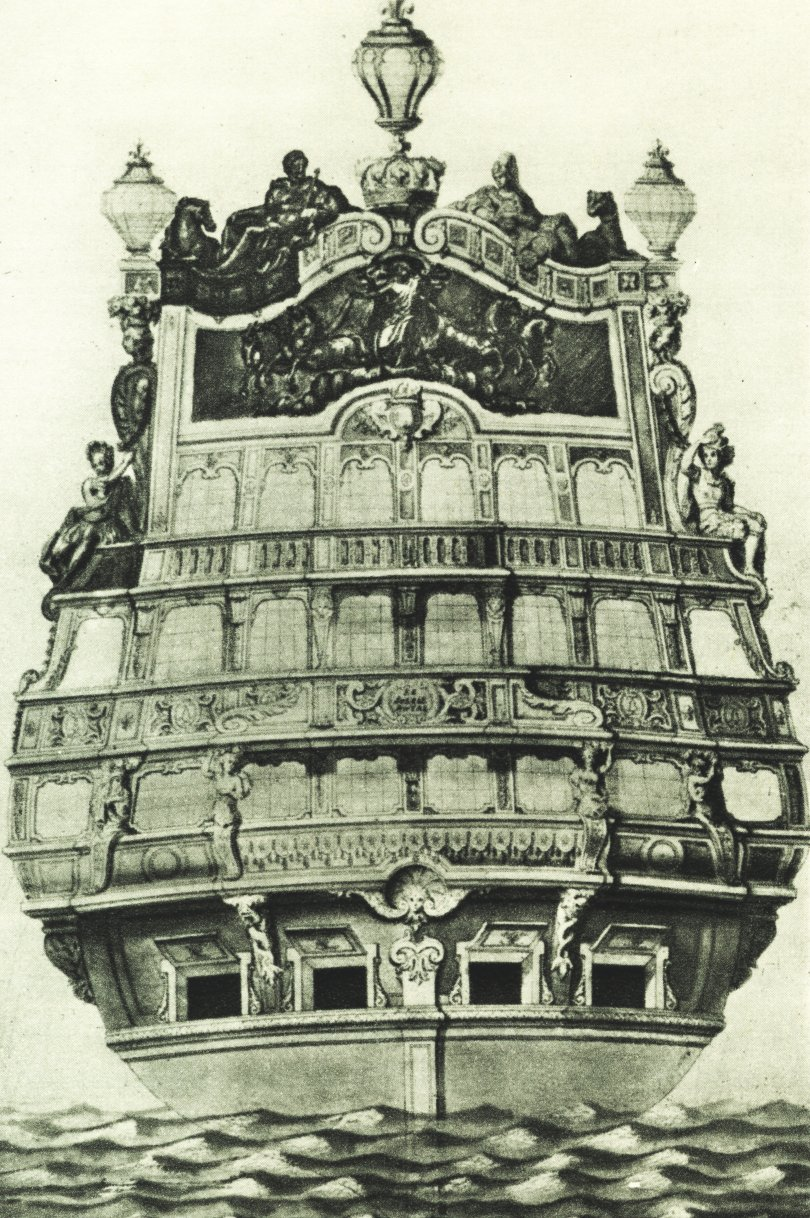
Poppa del Soleil Royal, di Jean Bérain. Museo del Louvre.

### Una discreta partecipazione alla guerra d'Olanda
La nave non venne utilizzata come nave ammiraglia durante la guerra d'Olanda (1672-1678). Jean II d'Estrées, vice ammiraglio della flotta di Ponente, aveva posto le sue insegne sulla Saint-Philippe (78 cannoni) alla battaglia di Solebay (1672). Nel 1671 fu al comando di Duquesne, utilizzata fra Conquet e cabo Fisterra. La nave venne ristrutturata nel 1686, prima di essere riarmata, nel 1688, agli inizi della guerra della Grande Alleanza, con 104 cannoni di tutti i calibri ed affidata a Anne Hilarion de Costentin de Tourville, nuovo vice ammiraglio della flotta di Ponente.

### Gloria e distruzione durante la guerra della Grande Alleanza

#### Battaglia di Béveziers (1690)
A capo di una squadra di 75 vascelli, il Soleil Royal, al comando del conte di Tourville, sconfisse le flotte inglese e olandese, comandate da Torrington e Cornelis Evertsen, alla Battaglia di Capo Béveziers il 10 luglio 1690. A seguito della vittoria, la flotta francese divenne temporaneamente padrona del canale della Manica. 

#### Battaglia della Hague (1692)
Nel 1692 venne decisa una nuova operazione destinata ad uno sbarco in Inghilterra, ma il 29 maggio 1692, la battaglia di Hague, portò allo scontro con forze avversarie notevolmente superiori, obbligando de Tourville alla ritirata. La battaglia fu particolarmente dura: sui 973 uomini dell'equipaggio, 500 vennero messi fuori combattimento, ed il 30 maggio alle 8 del mattino, la nave era a solo un miglio dai vascelli nemici che la inseguivano. La rada di Cherbourg non era ancora difesa da alcuna fortezza e Tourville decise di far rotta verso occidente per raggiungere Brest o Saint-Malo. Al passaggio di capo della Hague, a causa della marea, solo parte della flotta riuscì a passare per le isole del Canale, mentre una quindicina di vascelli, compresa la nave ammiraglia, vennero spinti verso raz Blanchard e la flotta anglo-olandese. Tourville decise di virare di bordo cercando di portare, ciò che rimaneva della sua flotta, dietro alla punta di Hague dove si trovavano alcune batterie che potevano proteggere le navi.

#### LaSoleilbruciata
Nella notte del 30 maggio, la Soleil-Royal era così danneggiata che Tourville fu costretto ad abbandonarla lasciandola al comando del suo capitano, Charles des Nos, per passare sull'Ambitieux e far rotta verso la Hague. La Soleil-Royal, non potendo doppiare il capo Fermanville, si ritrovò isolata dal grosso della flotta, ma scortata dalla Admirable (90 cannoni) e dalla Triomphant (76 cannoni), davanti a Cherbourg, e alcune navi nemiche, che la seguivano, si apprestarono a colarla a picco. 
Henri Robert Jallot de Rantot, corsaro e contrabbandiere, originario della regione di Beaumont, saltò su una scialuppa e si fece issare a bordo della Soleil-Royal dando l'ordine di spezzare l'albero maestro. Riuscì in questo modo a raggiungere la costa sparando cinque colpi di cannone, dalla batteria inferiore, contro le navi inglesi che la inseguivano. Il 31 maggio la Soleil-Royal resisteva ancora alle 17 navi inglesi che l'attaccavano colpendo il vascello del contrammiraglio Delaval.

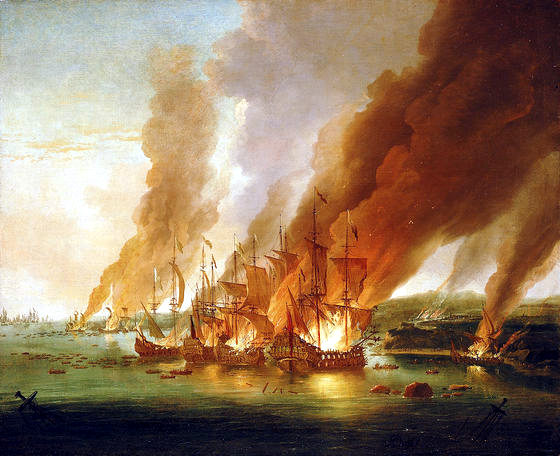
La Soleil Royal incendiata durante la battaglia de la Hague, olio su tela di Adriaen van Diest.

Rantot voleva portare la Soleil-Royal nella fossa di Galet dove sarebbe stata al sicuro, ma gli ufficiali della nave si opposero. Il 1º giugno, vicino a terra in frantumi, iniziò la fase finale della sua agonia. Il 2 giugno venne attaccata dalla flotta britannica, assieme alle due navi che la scortavano. Un brulotto, il terzo lanciatole contro, colpì la poppa e la Soleil Royal saltò in aria. L'esplosione sparse fuori Cherbourg tutto ciò che rimaneva dell'equipaggio, la cui condotta fu eroica fino alla fine. Rimase un solo superstite. Le altre due navi vennero affondate e i loro equipaggi evacuati con le scialuppe, mentre ciò che rimaneva venne bruciato dagli inglesi.
In Inghilterra e in Olanda, la distruzione della grande ammiraglia della flotta francese fu vista come una grande vittoria. I risultati della battaglia vennero immortalati in diverse stampe e molti dipinti rappresentarono l'evento. Venne coniata una medaglia, nello stato delle Province Unite, che mostrava simbolicamente i flauti olandesi fermare la Soleil Royal dolorosamente spinta da Colbert, una propaganda anti-francese da inquadrare nel contesto del tempo: questa era la prima sconfitta degli eserciti di Luigi XIV e si verificò in un contesto di guerra europea generale, in cui le truppe di terra della coalizione non furono in grado di vincere e infliggere pesanti sconfitte nelle Fiandre. Questa vittoria fu particolarmente evidenziata dagli anglo-olandesi, soprattutto perché ottenuta in mare, vale a dire, in una zona considerata essenziale per la sicurezza e la prosperità delle due potenze navali. La distruzione della Soleil Royal nave ammiraglia e simbolo della potenza di Luigi XIV in mare, fu recuperata per essere gradualmente trasformata in "disastro " al punto da dimenticare che la nave e le altre 14 unità distrutte furono sostituite l'anno successivo e la guerra navale continuò, senza demerito per la flotta francese.
Il nome della Soleil-Royal si perpetuò nella storia della marina francese, visto che venne imposto ad altre due navi da guerra: Soleil Royal (1693) e Soleil Royal (1749).